# Chrysogaster poecilophthalma
Chrysogaster poecilophthalma är en tvåvingeart som beskrevs av Mario Bezzi 1908. Chrysogaster poecilophthalma ingår i släktet ängsblomflugor, och familjen blomflugor.
Artens utbredningsområde är Etiopien. Inga underarter finns listade i Catalogue of Life.